# アレクサンドル・ソクーロフ
アレクサンドル・ソクーロフ （露: Александр Николаевич  Сокуров, 英: Aleksandr Nikolayevich Sokurov, アリクサーンドル・ニカラーェヴィチ・サクーラフ、1951年6月14日 - ） は、ロシアの映画監督。

## 来歴
1951年6月14日、ソビエト連邦のイルクーツクで生まれた。1974年にゴーリキー大学を卒業後、モスクワの全ソ国立映画大学に入学した。
同大学在学中の1978年、アンドレイ・プラトーノフ原作の長編劇映画『孤独な声』を卒業製作として発表。アンドレイ・タルコフスキーに高く評価され、レンフィルム映画スタジオへの推薦を受けた。しかし、大学当局からは廃棄命令が出され、同年にゴーリキー・テレビで製作した短編ドキュメンタリー『マリア・ヴォイノワの夏』を卒業製作として提出せざるを得なかった。存在自体が違法となった『孤独な声』は彼と撮影監督のセルゲイ・ユリズジツキーによって秘かに保管され、個人のアパートなどで秘密上映されながら「伝説の映画」となっていた。
その後、1986年からゴルバチョフによるペレストロイカが始まり、『孤独な声』は製作から9年後の1987年に2作目の『痛ましき無関心』（1983年）とともに公開された。『孤独な声』は同年のロカルノ国際映画祭で銅豹賞を受賞し、『痛ましき無関心』は第37回ベルリン国際映画祭のコンペティション部門に出品された。また、『マリア・ヴォイノワの夏』は追加撮影と再編集によって1988年に『マリア』として公開された。日本では1988年に『孤独な声』がコンスタンチン・ロプシャンスキーの『死者からの手紙』と2本立てで公開され、初めてソクーロフの作品が紹介された。
1988年にはストルガツキー兄弟の『世界週末十億年前』を原作とし、中央アジアのトルクメニスタンを舞台にした長編劇映画3作目の『日陽はしづかに発酵し…』を発表。音楽を担当したユーリィ・ハーニンがヨーロッパ映画賞審査員特別賞を受賞した。翌1989年にはフローベールの同名小説を映画化した『ボヴァリー夫人』（原題は『救い、守り給え』）を発表。モントリオール世界映画祭で国際映画批評家連盟賞を受賞した。
ソ連が崩壊した1990年代からは作風をミニマリズムに移行し、『セカンド・サークル』（1990年）や『ストーン/クリミアの亡霊』（1992年）、『静かなる一頁』（1993年）といった作品を製作した。1995年のドキュメンタリー『精神（こころ）の声』はロシアで初めてソ連のアフガニスタン侵攻を扱った作品として注目を集めた。同作でソクーロフはあるソ連国境軍の部隊に同行して撮影を行ったが、この部隊は撮影後に大規模な戦闘に巻き込まれてほぼ全滅したと言われている。1996年の短編ドキュメンタリー『オリエンタル・エレジー』はオーバーハウゼン国際短編映画祭でグランプリを受賞した。1997年の劇映画『マザー、サン』はモスクワ国際映画祭で審査員特別賞、ロシア映画批評家賞、アンドレイ・タルコフスキー賞を受賞した。
その後、歴史上の重要人物を扱った「権力者4部作」の製作を始め、1999年にヒトラーを描いた1作目『モレク神』を発表。第52回カンヌ国際映画祭で脚本家のユーリー・アラボフが脚本賞を受賞した。2001年にはレーニンを描いた2作目の『牡牛座 レーニンの肖像』を発表した。3作目の『太陽』（2005年）ではイッセー尾形を起用して大日本帝国時代の昭和天皇を描いた。ソクーロフはかねてより日本への関心を持っており、『オリエンタル・エレジー』（1996年）や『穏やかな生活』（1997年）といった日本についてのドキュメンタリーを製作した。『ドルチェ 優しく』（2000年）では作家島尾敏雄の妻島尾ミホの生き様を描いた。
2002年、翌2003年のサンクトペテルブルク建都300周年を記念した『エルミタージュ幻想』を発表。90分間ワンカットの長回し撮影法で注目された。2003年の『ファザー、サン』は第56回カンヌ国際映画祭で国際映画批評家連盟賞を受賞した。2006年にはロカルノ国際映画祭で名誉豹賞を受賞した。翌2007年には第二次チェチェン紛争を実際の駐屯地で撮影した『チェチェンへ アレクサンドラの旅』を発表した。
2011年、「権力者4部作」の最終作としてゲーテの同名小説を映画化した『ファウスト』を発表。第68回ヴェネツィア国際映画祭で金獅子賞を受賞した。同作は4部作の他の作品とは異なり、実在した人物を扱っていない。同年、日本政府より旭日双光章が授与された。

## 監督作品

### 劇映画
- 孤独な声 Одинокий голос человека （1978年完成、1987年公開)
- 降格者 Разжалованный （1980年） 短編
- 痛ましき無関心 Скорбное бесчувствие （1983年完成、1987年公開）
- アンピール Ампир （1987年） 短編
- 日陽はしづかに発酵し… Дни затмения （1988年）
- ボヴァリー夫人 Спаси и сохрани （1989年、2009年再編集）
- セカンド・サークル Круг второй （1990年）
- ストーン/クリミアの亡霊 Камень （1992年）
- 静かなる一頁 Тихие страницы （1993年）
- マザー、サン Мать и сын （1997年）
- モレク神 Молох （1999年）
- 牡牛座 レーニンの肖像 Телец （2001年）
- エルミタージュ幻想 Русский ковчег （2002年）
- ファーザー、サン Отец и сын （2003年）
- 太陽 Солнце （2005年）
- チェチェンへ アレクサンドラの旅 Александра （2007年）
- ファウスト Faust （2011年）
- フランコフォニア ルーヴルの記憶 франкофония. лувр под немецкой оккупацией （2014年）
- フェアリーテイル Сказка  （2022年）
- 独裁者たちのとき (2023年)[2]

### ドキュメンタリー
- マリア Мария （1978年完成、1988年公開） 短編
- ヒトラーのためのソナタ Соната для Гитлера （1979年完成、1989年公開） 短編
- ヴィオラ・ソナタ・ショスタコーヴィッチ Альтовая соната. Дмитрий Шостакович （1981年）
- そしてそれ以上何もない И ничего больше （1982年完成、1987年公開）
- 夕べの犠牲 Жертва вечерняя （1984年完成、1987年公開） 短編
- 忍耐、労働 Терпение труд （1985年完成、1987年公開） 短編
- エレジー Элегия （1986年） 短編
- モスクワ・エレジー Московская элегия （1986年完成、1988年公開）
- ソヴィエト・エレジー Советская элегия （1989年） 短編
- ペテルブルク・エレジー Петербургская элегия （1989年） 短編
- ザカフカスでのできごとに捧ぐニュース映画 No.5 特別版 К событиям в Закавказье Ленинградская кинохроника № 5. Спецвыпуск （1990年） 短編
- 単純なエレジー Простая элегия （1990年） 短編
- レニングラード回想 （1957-1990年） Ленинградская ретроспектива (1957–1990) （1990年）
- イントネーションの一例 Пример интонации （1991年） 短編
- ロシアン・エレジー Элегия из России （1992年）
- Солдатский сон （1995年） 短編
- 精神（こころ）の声 Духовные голоса （1995年）
- オリエンタル・エレジー Восточная элегия （1996年） 短編
- ロベール・幸せな人生 Робер. Счастливая жизнь （1996年） 短編
- 穏やかな生活 Смиренная жизнь （1997年）
- サンクトペテルブルク日記 ドストエフスキー記念碑の落成式 Петербургский дневник. Открытие памятника Достоевскому （1997年） 短編
- サンクトペテルブルク日記 コージンツェフのアパート Петербургский дневник. Квартира Козинцева （1998年） 短編
- 告白 Повинность （1998年）
- ソルジェニーツィンとの対話 Беседы с Солженицыным （1998年）
- ドルチェ 優しく Dolce... （2000年）
- 旅のエレジー Элегия дороги （2001年） 短編
- サンクトペテルブルク日記 モーツァルト・レクイエム Петербургский дневник. Моцарт. Реквием （2004年）
- ロストロポーヴィチ 人生の祭典 Элегия жизни （2006年）
- Интонация （2009年）

## 日本語書籍
- 『ソクーロフとの対話　魂の声、物質の夢』前田英樹・児島宏子訳、河出書房新社、1996年
- 『チェーホフが蘇える』児島宏子訳、書肆山田、1997年
- 島尾ミホ・吉増剛造共著『ドルチェ－優しく　映像と言語、新たな出会い』児島宏子訳、岩波書店、2001年

作品論ほか
- 『ソクーロフ』リュボーフィ・アルクス編、西周成訳、パンドラ(現代書館)、1996年
- 『ユリイカ 総特集 ソクーロフ』1996年8月臨時増刊、青土社
- みやこうせい『アレクサンドル・ソクーロフ』未知谷、2006年
- 『映画『太陽』オフィシャルブック』太田出版、2006年